# Prairie Farm (thị trấn), Wisconsin
Prairie Farm là một thị trấn thuộc quận Barron, tiểu bang Wisconsin, Hoa Kỳ. Năm 2010, dân số của thị trấn này là 553 người.